# Bjarne Riis
Bjarne Riis (Herning, 3 d'abril de 1964) fou un ciclista professional des del 1986 fins al 2000, anomenat Mr 60%, en al·lusió a la seva alta taxa d'hematòcrit.
En els seus primers anys com a professional, Riis fou un corredor força discret. Fou en la seva etapa més madura, a partir dels 29 anys que comença a destacar i passà a formar part de l'elit del ciclisme mundial, arribant a guanyar el Tour de França de 1996, justament l'any en què acabà el regnat de Miguel Indurain.
Una greu caiguda el 18 de juny de 1999 durant la seva participació en la Volta a Suïssa l'obligà a retirar-se definitivament l'any següent.
Després de retirar-se, Bjarne Riis continuà en el món del ciclisme com a director esportiu de l'equip Team CSC.
El 25 de maig de 2007 el corredor va convulsionar el món del ciclisme en reconèixer en una conferència de premsa a Copenhague que s'havia dopat amb EPO durant 5 anys, des de 1993 fins a 1998, situació per la qual el Tour de França ja no el considera vencedor de la seva edició de 1996, tot i que aquesta decisió depèn finalment de l'UCI (Unió Ciclista Internacional) que encara no s'ha pronunciat oficialment.

## Palmarès
- 1984
  - Vencedor de 2 etapes de la Fletxa del Sud
- 1985
  - 1r al Tour de la província de Lieja
- 1989
  - Vencedor d'una etapa del Tour de la CEE
  - Vencedor d'una etapa del Giro d'Itàlia
- 1990
  - Vencedor de 2 etapes del Tour de la CEE
- 1992
  -  Campió de Dinamarca de ciclisme en ruta
- 1993
  - Vencedor d'una etapa del Tour de França
  - Vencedor d'una etapa del Giro d'Itàlia
- 1994
  - Vencedor d'una etapa del Tour de França
- 1995
  -  Campió de Dinamarca de ciclisme en ruta
  - 1r a la Volta a Dinamarca i vencedor d'una etapa
- 1996
  -  Campió de Dinamarca de ciclisme en ruta
  -  Campió de Dinamarca de ciclisme en contrarellotge
  -  1r al Tour de França i vencedor de 2 etapes
  - 1r a la Coppa Sabatini
  - 1r al Gran Premi Midtbank
  - 1r als Sis dies de Herning (amb Silvio Martinello)
- 1997
  - 1r a l'Amstel Gold Race
  - 1r al Gran Premi Aarhus
  - 1r al Gran Premi Midtbank
  - Vencedor d'una etapa del Gran Premi Tell
- 1998
  - 1r al Gran Premi Midtbank
  - Vencedor d'una etapa de l'Euskal Bizikleta

### Resultats al Tour de França
- 1989. 95è de la classificació general
- 1990. Abandona (17a etapa)
- 1991. 107è de la classificació general
- 1993. 5è de la classificació general. Vencedor d'una etapa
- 1994. 14è de la classificació general. Vencedor d'una etapa
- 1995. 3r de la classificació general
- 1996.  1r de la classificació general. Vencedor de 2 etapes
- 1997. 7è de la classificació general
- 1998. 11è de la classificació general

### Resultats al Giro d'Itàlia
- 1988. Fora de control (12a etapa)
- 1989. 86è de la classificació general. Vencedor d'una etapa
- 1990. 100è de la classificació general
- 1991. 43è de la classificació general
- 1992. 101è de la classificació general
- 1993. Abandona (5a etapa). Vencedor d'una etapa
- 1994. 70è de la classificació general

### Resultats a la Volta a Espanya
- 1987. Abandona (12a etapa)
- 1995. Abandona (10a etapa)

## Reconeixements
- 2n plaça en la Bicicleta d'Or (1996).